# Montevideo hip hop
El Montevideo Hip Hop fue un evento realizado por primera vez el 23 de marzo de 2019 en el Teatro de Verano. Fue uno de los Festivales por la Convivencia llevado a cabo por la Intendencia de Montevideo (IMM).
Se presentaron al show:
- Mac Team
- Sáez ´93
- Kung-Fu Ombijam
- Arquero
- Eli Almic & DJ RC
- S.A.K. / Se Armó Kokoa
- latejapride*
- Los Buenos Modales
- Dostrescinco
- AFC
- Santi Mostaffa
- Ana Tijoux

Mac Team fue encargado de abrir el espectáculo. Se realizaron además batallas de freestyle.
Uno de los momentos más emotivos del festival fue el homenaje a Felipe Cabral, conocido como Plef, uno de los fundadores de Magia Negra Squad, quien fue asesinado en febrero de 2019. Santi Mostaffa lideró este homenaje, recordando su legado y su impacto en la cultura del hip hop en Uruguay.
El festival culminó con la presentación de la chilena Ana Tijoux.